# Aion (computerspel)
Aion: The Tower of Eternity (Hangul: 아이온: 영원의 탑) is een computerspel ontwikkeld en uitgegeven door NCsoft voor Windows. De MMORPG is uitgekomen in Zuid-Korea op 25 november 2008 en in Europa op 25 september 2009.

## Plot
Toen de god Aion de wereld van Atreia creëerde, schiep hij ook de Drakan, draakachtige wezens die de mensheid moest beschermen. Lange tijd gehoorzaamden de Drakan, maar na verloop van tijd begonnen zij zich af te zetten. Aion creëerde twaalf halfgoden die een barrière opwierpen rondom de Tower of Eternity, de menselijke beschermer. Na verloop van tijd evolueerden de afzonderlijke groepen, elk met hun eigen belang en strijd om de macht in Atreia.

## Spel
Het spel speelt zich af in een fantasiewereld en combineert de spelmodi PvP en PvE. Spelers kiezen uit zes hoofdklassen, vanaf level negen kiest men een subklasse. De klassen zijn: verkenner, krijger, magiër, priester, techneut en kunstenaar.
De speler doet met gevechten ervaringspunten op, die toegewezen kunnen worden aan bepaalde eigenschappen van het personage.

## Uitbreidingspakketten
- Aion: Assault on Balaurea, uitgekomen op 7 september 2010, breidt het spelverhaal uit en voegt nieuwe uitdagingen toe. Ook heeft de speler nu de beschikking tot huisdieren als compagnon.
- Aion: The Promised Lands / 3.0 Ascension, uitgekomen op 19 oktober 2011, neemt de speler mee naar het land Balaurea waar men drakenmeesteres Tiamat moet bevechten in haar vesting.
- Aion 4.0: Dark Betrayal, uitgekomen op 26 juni 2013, voegt twee nieuwe klassen toe, de Gunslinger en de Songweaver, voegt drie nieuwe zones toe en verhoogt het maximale level.
- Aion 4.8: Upheaval, uitgekomen op 17 juni 2015, voegt twee nieuwe zones toe, nieuwe skills voor spelers en algemene updates.
- Aion 5.0, 5.1, 5.3: Echoes of Eternity, uitgekomen op 13 juli 2016, voegt twee nieuwe zones toe, verhoging van maximale level, voegt een nieuw verhaal en spelmechaniek toe.
- Aion 6.0: Refly, uitgekomen op 17 januari 2018, bevat een nieuwe zone, verhoging van maximale level, introductie van een compagnon, verwijdering van zes maps.

## Muziek
De muziek uit het spel is gecomponeerd door Yang Bang-Ean en verscheen op cd in Japan en Korea op 21 oktober 2008. Het was in Noord-Amerika en Europa verkrijgbaar als onderdeel van een verzamelpakket.

## Ontvangst
| Recensiescore               | Recensiescore |
| Recensieverzamelaar         | Score         |
| --------------------------- | ------------- |
| Metacritic                  | 76%           |
| Publicist                   | Score         |
| Eurogamer                   | 7             |
| GameSpot                    | 7,5           |
| GameSpy                     | 3,5/5         |
| IGN                         | 8,5           |
| PC Gamer (VS)               | 70%           |
| PC Zone                     | 80%           |
| Gameplanet                  | 9,0           |
| Award(s)                    |               |
| Best MMORPG 2009 (RPGLand)  |               |
| Best Online Game (Gamescom) |               |
| Best MMO (PAX)              |               |

Aion: The Tower of Eternity ontving positieve recensies. Men prees het grafische uiterlijk en de gebalanceerde gameplay voor elk type speler. Kritiek was er op het neigen naar grinding, een term voor herhalende taken om sneller een hoger level te bereiken of betere wapens te krijgen.
In de eerste vier dagen werd het spel in China door ruim een miljoen spelers gespeeld. Op 20 mei 2009 werd bekendgemaakt dat het spel in Azië ruim 3,5 miljoen abonnees had.
Op aggregatiewebsite Metacritic heeft het spel een verzamelde score van 76%.